# UDP-N-acetilmuramoil-L-alanil-D-glutamat—D-lizin ligaza
UDP-N-acetilmuramoil--alanil--glutamat—-lizin ligaza (EC 6.3.2.37, UDP-MurNAc-L-Ala-D-Glu:D-Lys ligaza, enzim dodavanja D-lizina) je enzim sa sistematskim imenom UDP-N-acetilmuramoil--alanil--glutamat:D-lizin alfa-ligaza (formira ADP). Ovaj enzim katalizuje sledeću hemijsku reakciju
ATP + UDP-N-acetilmuramoil--alanil--glutamat + D-lizin {\displaystyle \rightleftharpoons } ADP + fosfat + UDP-N-acetilmuramoil--alanil-D-glutamil-D-lizin
Enzim iz Thermotoga maritima takođe posreduje reakciju enzima EC 6.3.2.7, UDP-N-acetilmuramoil--alanil--glutamat-L-lizin ligaze.

## Literatura
- Nicholas C. Price; Lewis Stevens (1999). Fundamentals of Enzymology: The Cell and Molecular Biology of Catalytic Proteins (Third изд.). USA: Oxford University Press. ISBN 019850229X.
- Eric J. Toone (2006). Advances in Enzymology and Related Areas of Molecular Biology, Protein Evolution (Volume 75 изд.). Wiley-Interscience. ISBN 0471205036.
- Branden C; Tooze J. Introduction to Protein Structure. New York, NY: Garland Publishing. ISBN 0-8153-2305-0.
- Irwin H. Segel. Enzyme Kinetics: Behavior and Analysis of Rapid Equilibrium and Steady-State Enzyme Systems (Book 44 изд.). Wiley Classics Library. ISBN 0471303097.
- William P. Jencks (1987). Catalysis in Chemistry and Enzymology. Dover Publications. ISBN 0486654605.

## Spoljašnje veze
- UDP-N-acetylmuramoyl-L-alanyl-D-glutamate---D-lysine+ligase на 